# خروته كرك، هارلم

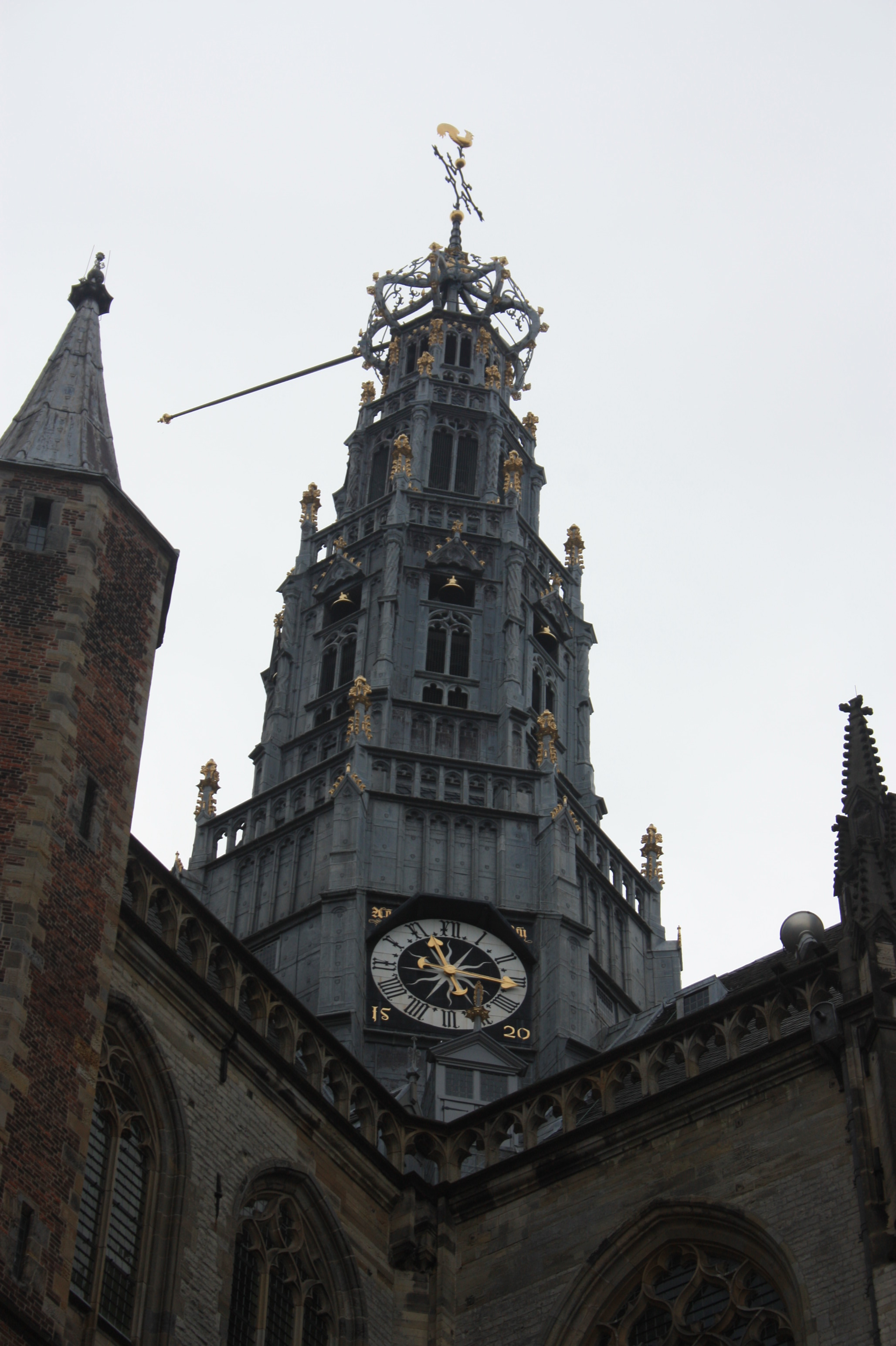
البرج المركزي المزخرف ، غروت كيرك ، هارلم

خروته كرك (بالهولندية: Grote Kerk) أو St.-Bavokerk كنيسة بروتستانتية إصلاحية وكاتدرائية كاثوليكية سابقة تقع في ساحة السوق المركزية ( Grote Markt ) في مدينة هارلم الهولندية . توجد كنيسة أخرى تحت اسم كاتدرائية سانت بافو بمثابة الكاتدرائية الرئيسية الآن لأبرشية الروم الكاثوليك في هارلم أمستردام .

## معرض صور

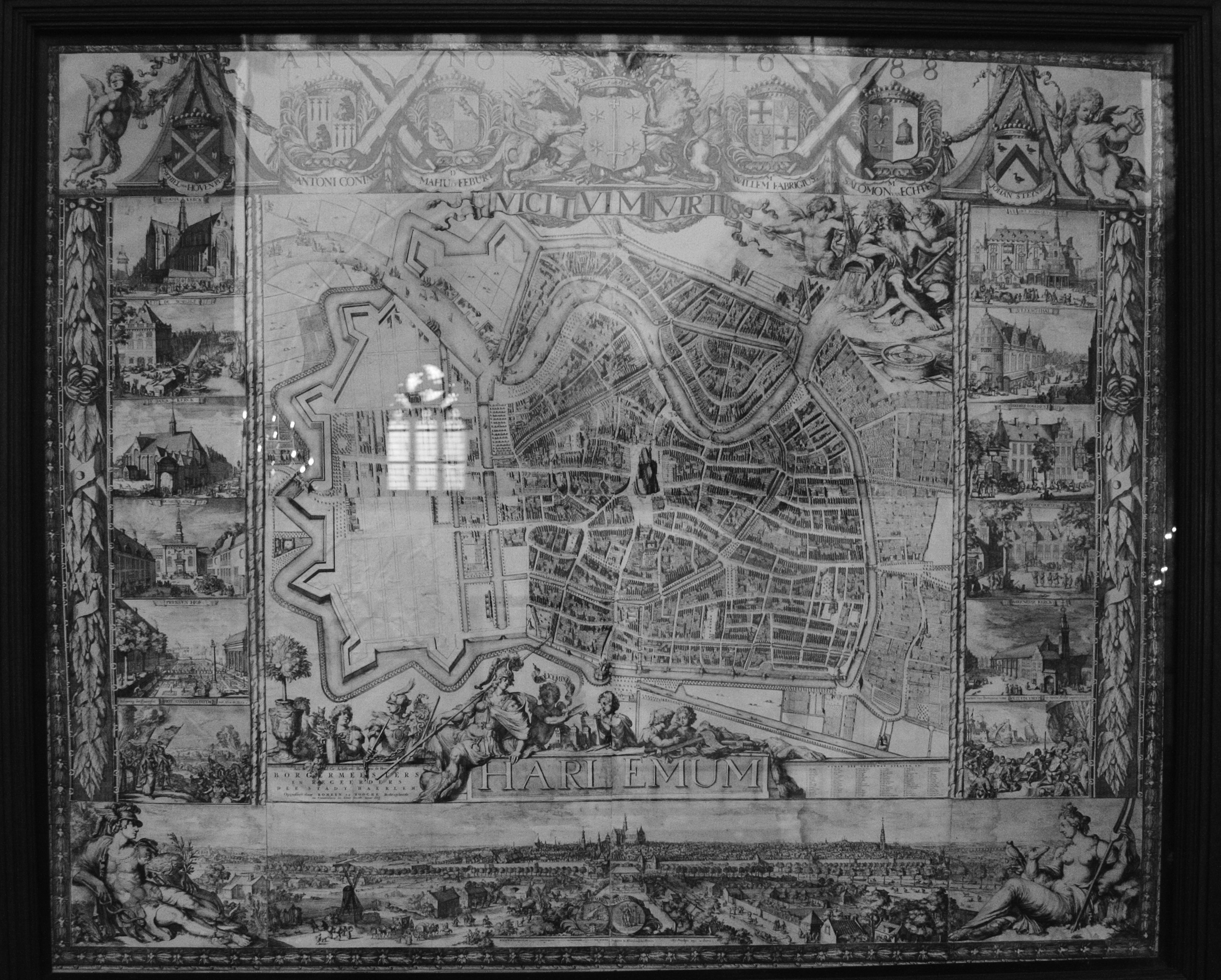
خريطة رومين دي هوخه (Romeyn de Hooghe) لهارلم عام 1688
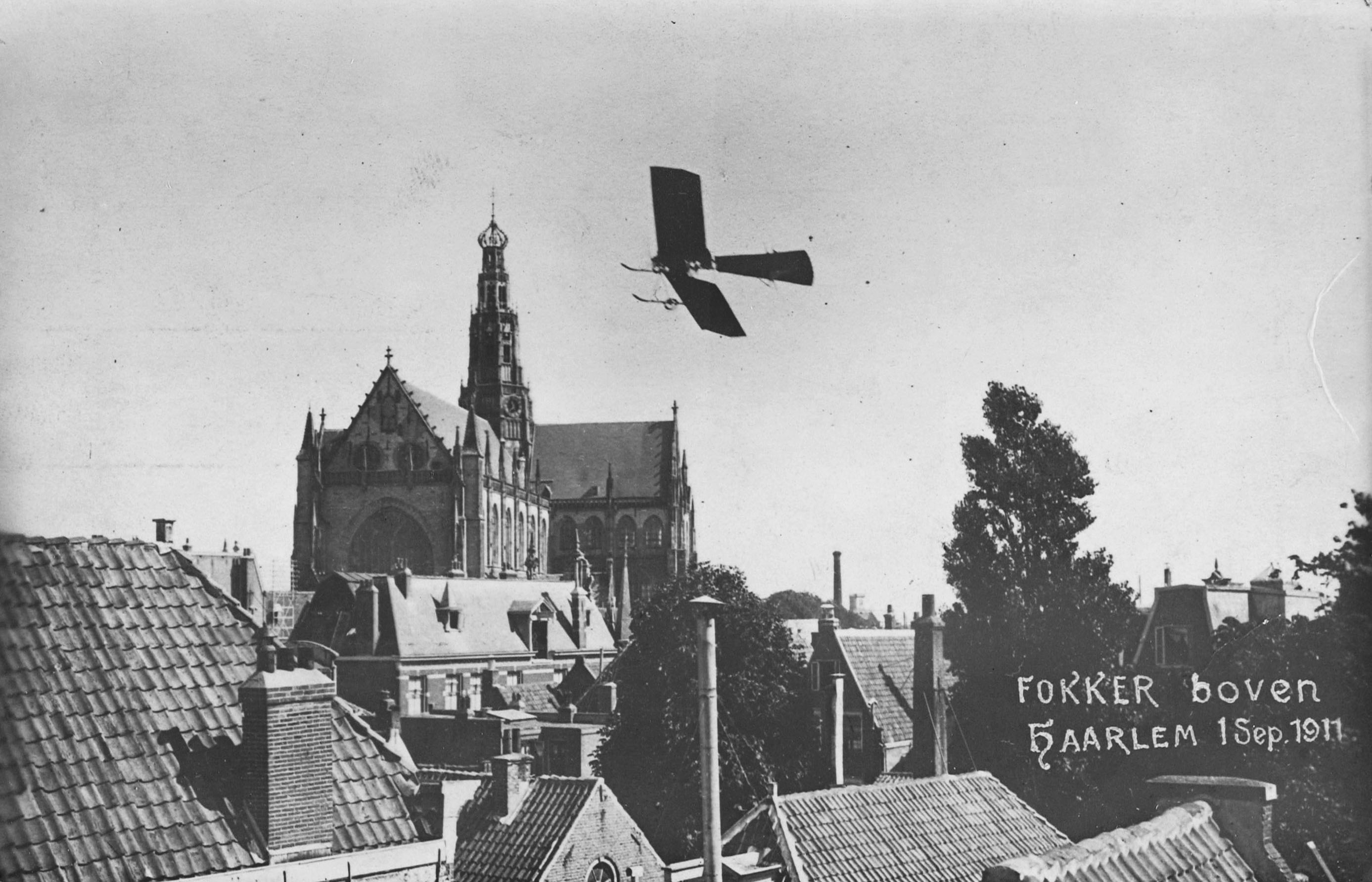
أنتوني فوكر طائرا حول جروت كيرك في عام 1911
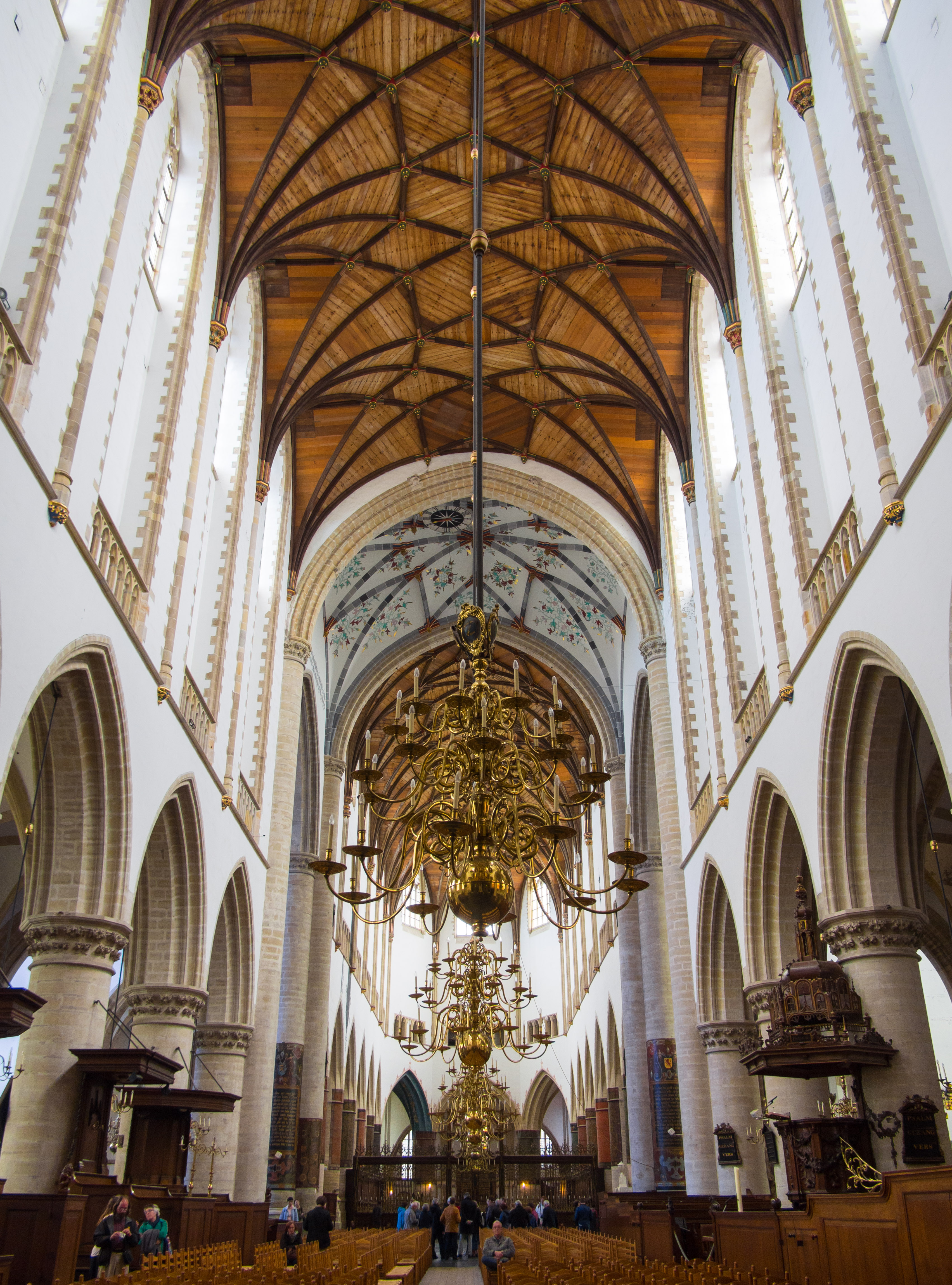
النظر شرقاً من تحت الأرغن الانبوبي إلى أسفل الصحن المركزي
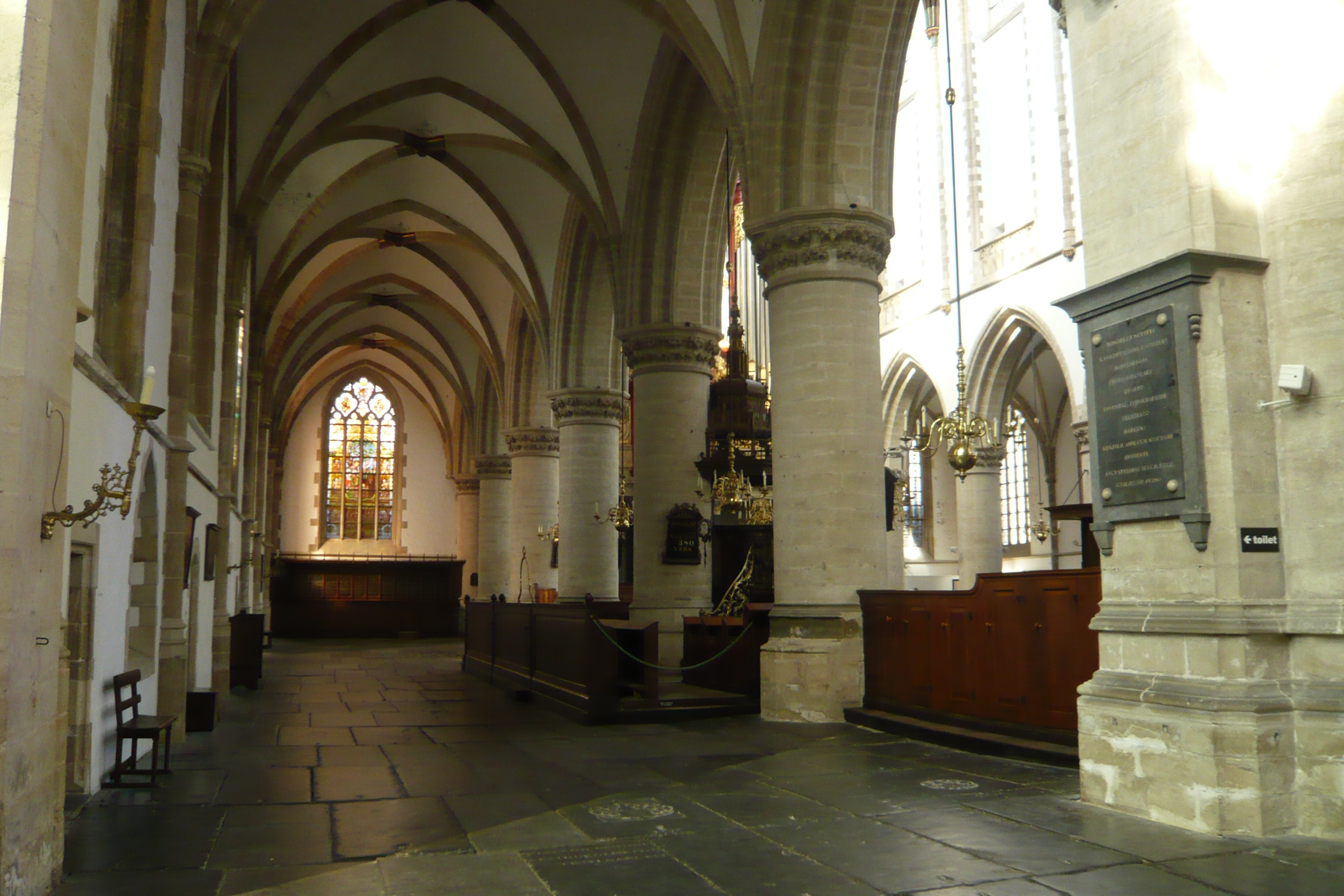
النظر غربا نحو بنك الخبز في الممر الجنوبي
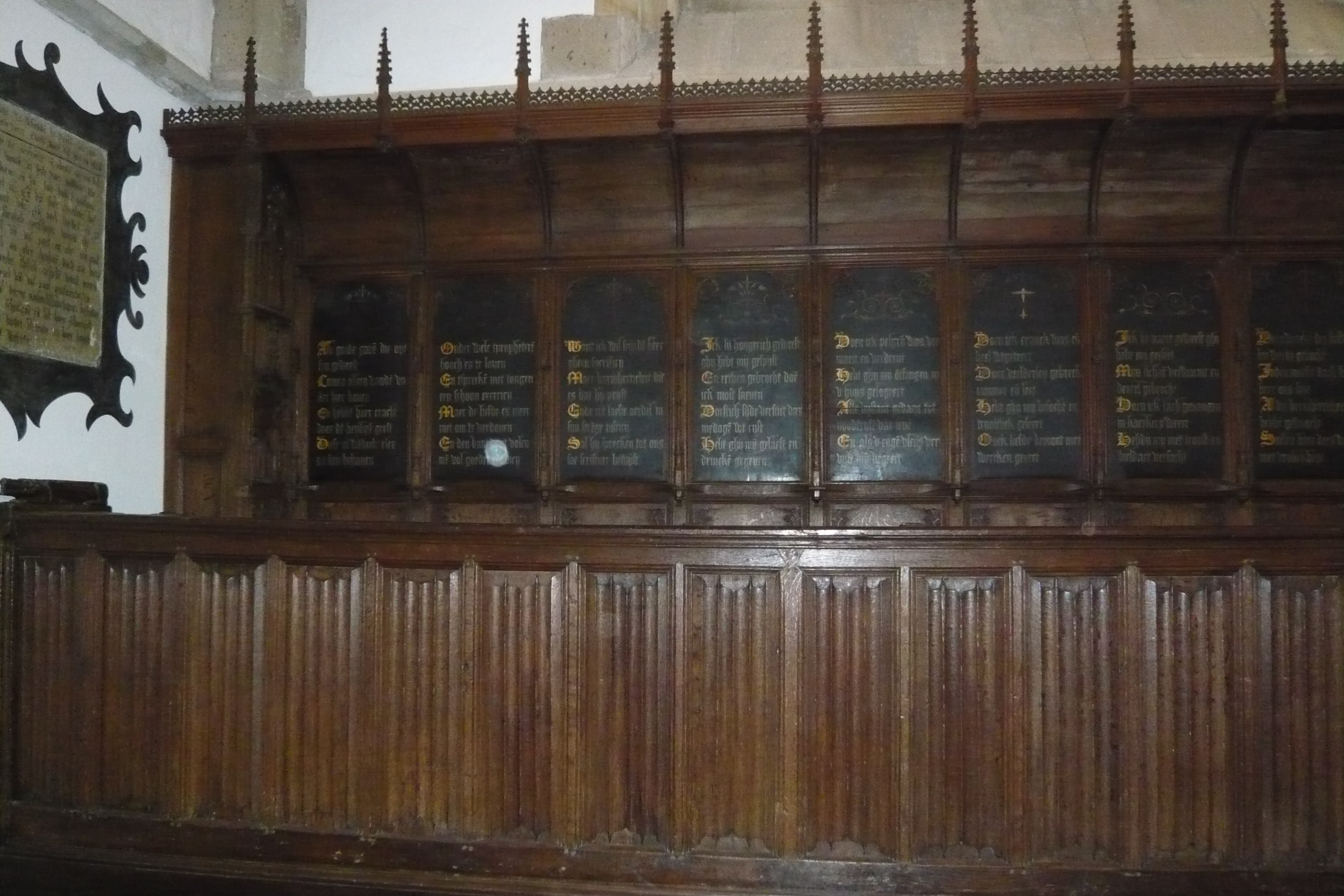
بنك الخبز
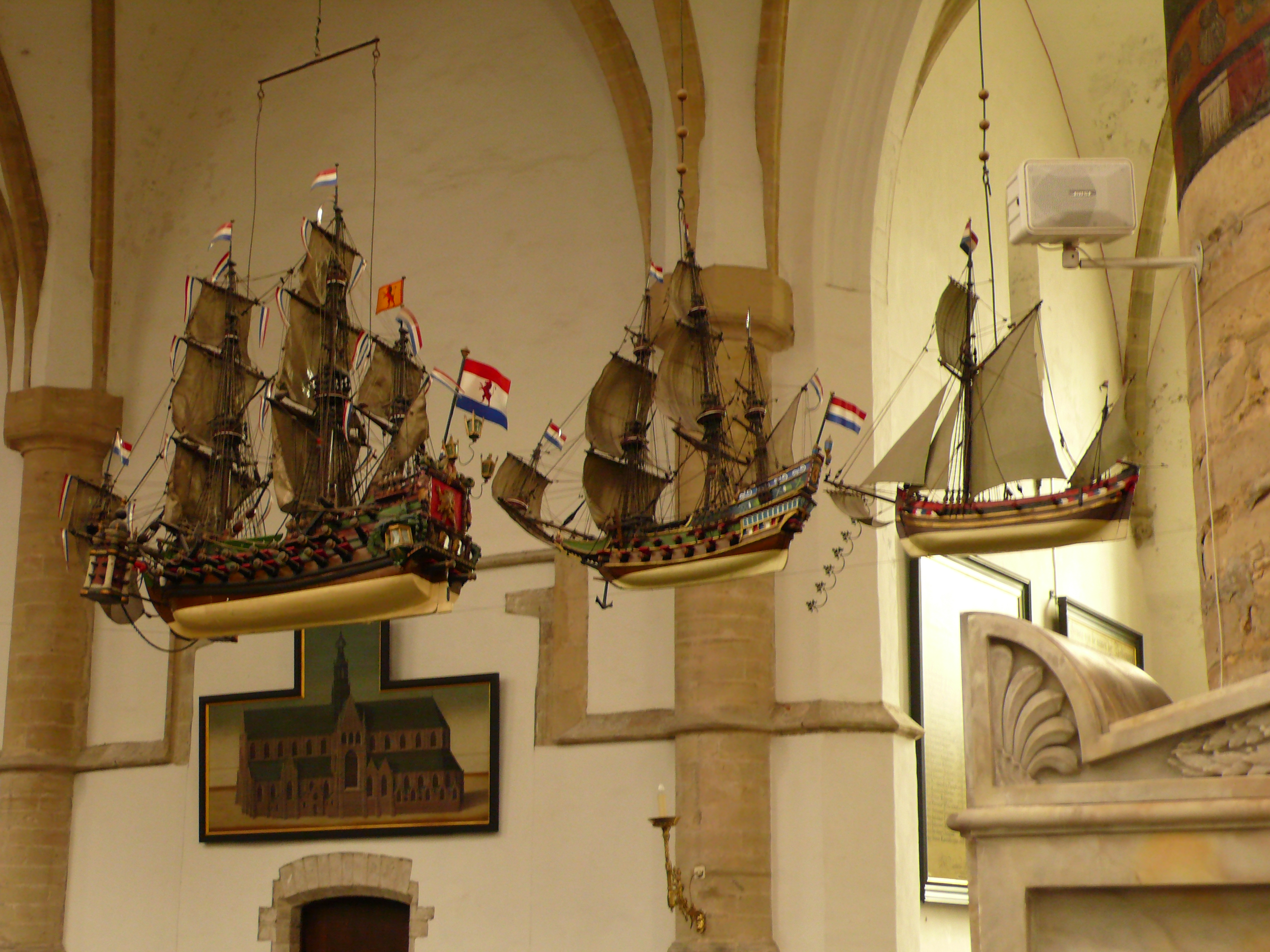
سفن مصغرة في سانت بافوكيرك
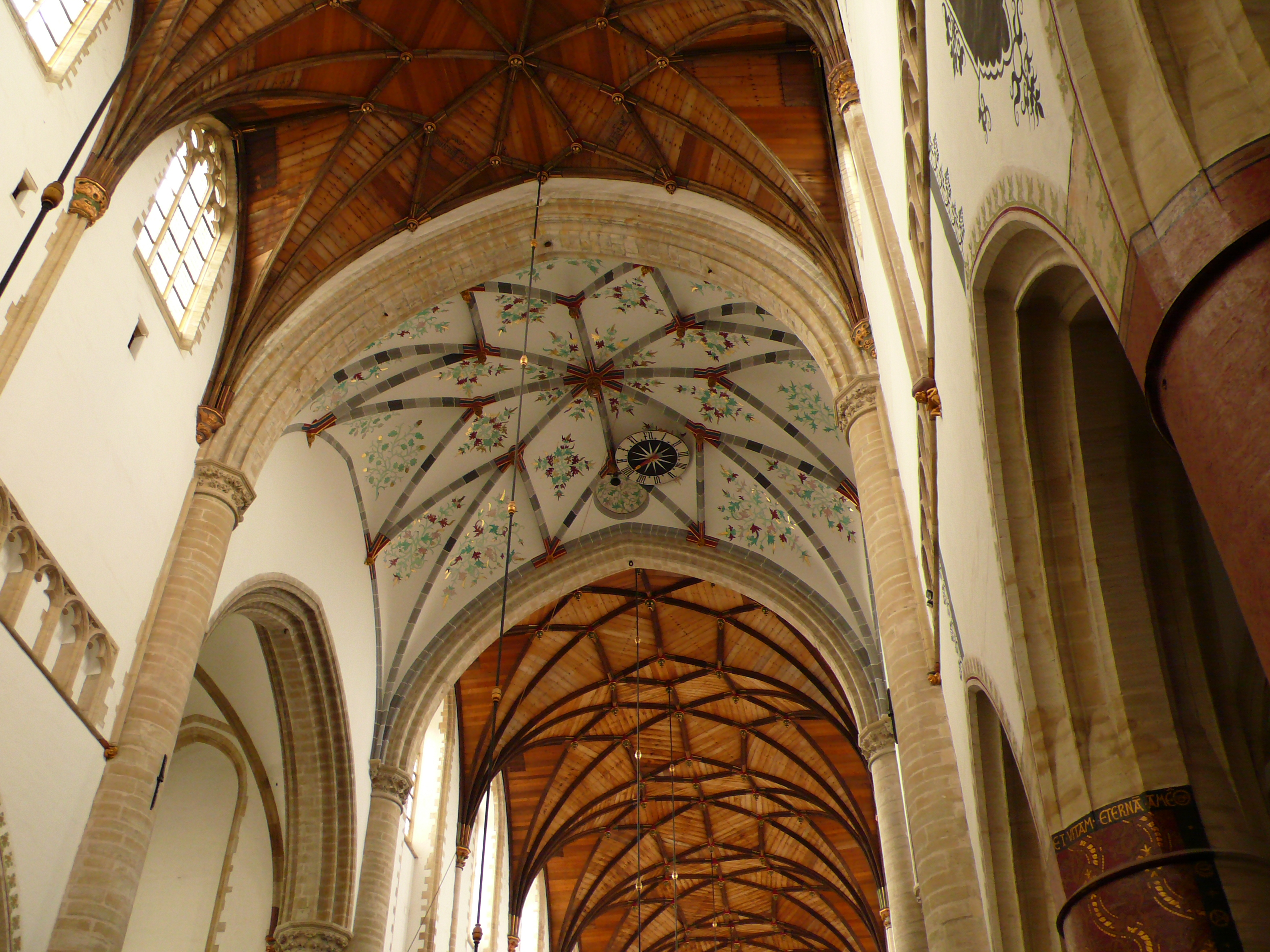
سقف الكنيسة الخشبي
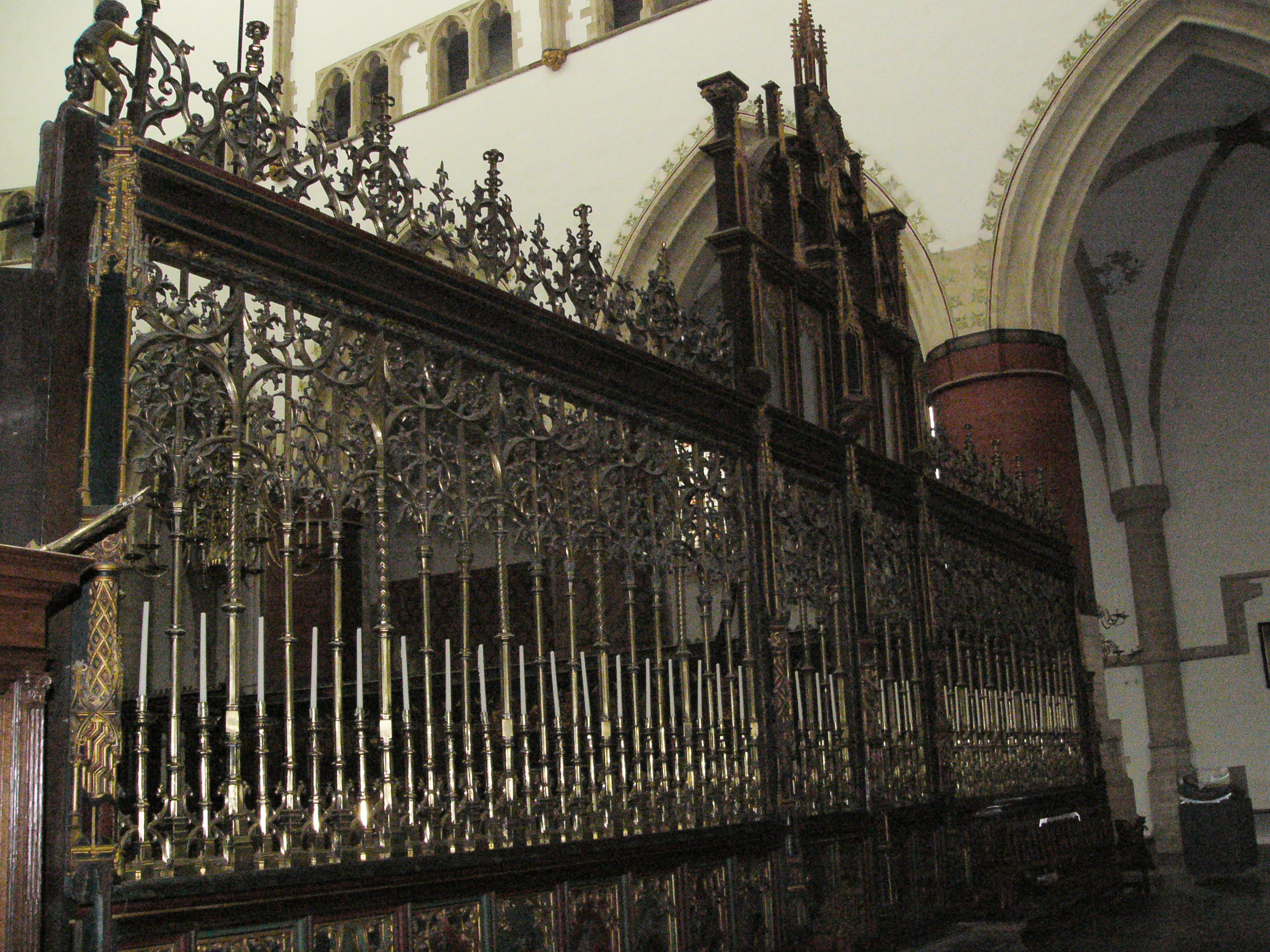
بوابة الجوقة في سانت بافوكيرك
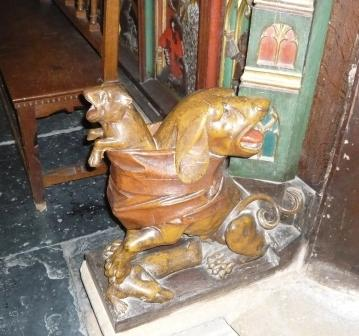
كلب بوجهين عند قاعدة بوابة الجوقة
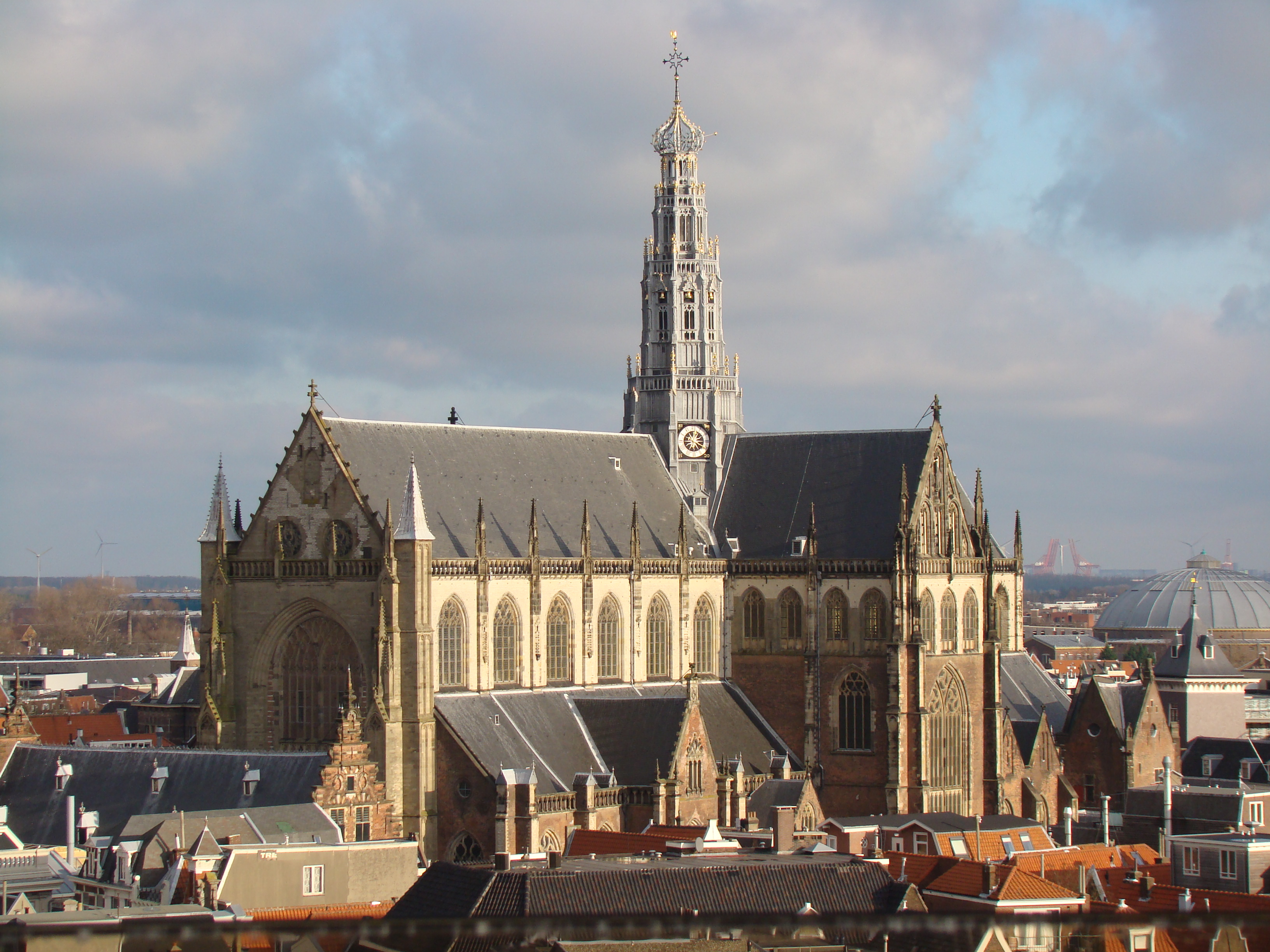
الكنيسة عام 2009

## في الكتابات الأدبية
- ذكرت كوري تن بوم الكنيسة في كتابها "مكان الاختباء".

## روابط خارجية
- - مزيد من المعلومات حول أرغن مولر.
- [2] www.bavo.nl